# Liste der russischen Botschafter im Vereinigten Königreich
Liste der russischen Ambassadors to the Court of St James’s.

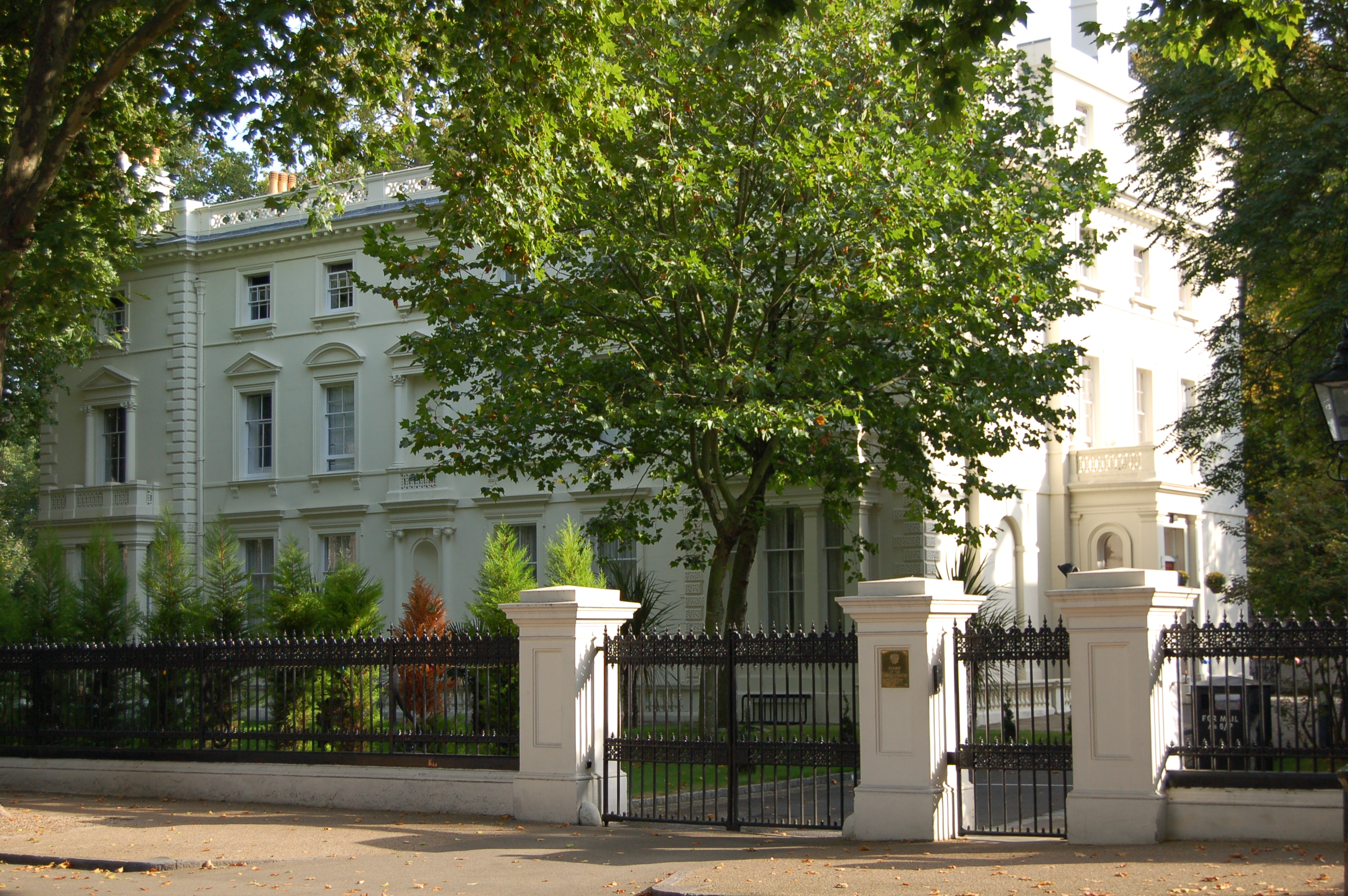
Russische Botschaft Kensington Palace Gardens 4–7

## Missionschefs
| Ernannt/akkreditiert                                                      | Name                                     | Anmerkungen | Botschaftsposten verlassen |
| ------------------------------------------------------------------------- | ---------------------------------------- | --- | -------------------------- |
| 1762                                                                      | Alexander Woronzow                       | | 1764                       |
| 1763                                                                      | Heinrich Gross                           | | 1765                       |
| 1765                                                                      | Fyodor Gross                             | | 1766                       |
| 1765                                                                      | Aleksey Musin-Pushkin                    | | 1768                       |
| 1768                                                                      | Iwan Tschernyschow                       | | 1769                       |
| 1769                                                                      | Aleksey Musin-Pushkin                    | | 1779                       |
| 1775                                                                      | Ivan Lizakevich                          | | 1778                       |
| 1779                                                                      | Ivan Simolin                             | | 1784                       |
| 1784                                                                      | Semjon Woronzow                          | | 1800                       |
| 1800                                                                      | Yakov Smirnov                            | | 1801                       |
| 1801                                                                      | Semjon Woronzow                          | | 1806                       |
| 1806                                                                      | Pawel Alexandrowitsch Stroganow          | | 1806                       |
| 1806                                                                      | Pavel Stroganov                          | | 1806                       |
| 1806                                                                      | Maximilian von Alopaeus                  | | 1808                       |
| 1806                                                                      | Maxim Alopeus                            | | 1808                       |
| Anglo-Russischer Krieg: Diplomatische Beziehungen abgebrochen (1808–1812) |                                          | |                            |
| 1812                                                                      | Pavel Sukhtelen & Pavel Nikolai          | | 1812                       |
| 1812                                                                      | Khristofor Liven                         | | 1834                       |
| 1828                                                                      | Paul von Nicolay                         | | 1828                       |
| 1830                                                                      | Adam Matushevich                         | | 1830                       |
| 4 Jahre unbekannt                                                         |                                          | |                            |
| 1834                                                                      | Pavel Medem                              | | 1835                       |
| 1835                                                                      | Carlo Pozzo di Borgo                     | | 1839                       |
| 1839                                                                      | Nikolai Kisseljow                        | | 1840                       |
| 1840                                                                      | Philipp von Brunnow                      | | 1854                       |
| Krim-Krieg: Diplomatische Beziehungen abgebrochen (1854–1856)             |                                          | |                            |
| 1856                                                                      | Mikhail Khreptovich                      | | 1858                       |
| 1858                                                                      | Philipp von Brunnow                      | | 1874                       |
| 1874                                                                      | Pjotr Andrejewitsch Schuwalow            | | 1879                       |
| 1879                                                                      | Alexei Lobanow-Rostowski                 | | 1882                       |
| 1882                                                                      | Arthur von Mohrenheim                    | | 1884                       |
| 1883                                                                      | Sergei Dmitrijewitsch Sasonow            | Botschaftssekretär |                            |
| 1903                                                                      | Alexander Konstantinowitsch Benckendorff | 1904 erwarb die russische Botschaft Airedale Terriere als Armeehunde für den russisch japanischen Krieg. | 1917                       |
| 1917                                                                      | Konstantin Dmitrievich Nabokov           | (1872–1927) Geschäftsträger Generalkonsul vorher Mitglied der Preobraschenski Leib-Garderegiment. | 1917                       |
| 1920                                                                      | Maxim Maximowitsch Litwinow              | 1920/1921 leitete er die sowjetische Delegation in den Verhandlungen mit Großbritannien, die im März 1921 in einem Handelsvertrag und einer De-facto-Anerkennung der Sowjetunion durch London mündeten. | 1921                       |
| März 1921                                                                 | Leonid Krasin                            | Nach der Oktoberrevolution 1917 war Krassin von November 1918 an Volkskommissar für Handel und Industrie, anschließend Volkskommissar für Außenhandel bis 1923. Als solcher schloss er das anglo-sowjetische Handelsabkommen vom März 1921 ab. | März 1921                  |
| Juni 1923                                                                 | Christian Georgijewitsch Rakowski        | Wurde Mitte 1923 von Josef Stalin aus der Ukraine entfernt und sollte in Großbritannien und Frankreich über die formale Anerkennung der Sowjetunion verhandeln. Die Regierungen in London und Moskau nahmen 1924 diplomatische Beziehungen auf. Georg V. (Vereinigtes Königreich) war über die Ermordung seines Cousins Nikolaus II. (Russland) verärgert und lehnte es ab, den sowjetischen Gesandten zu empfangen. In einem Verstoß gegen das diplomatische Protokoll entsandte er Edward, Prince of Wales, um das Akkreditierungsschreiben des sowjetischen Botschafters am 1. Februar 1924 entgegen zu nehmen. | 1925                       |
| 1926                                                                      | Arkadi Pawlowitsch Rosenholz             | Geschäftsträger der sowjetischen Handelsmission in London. 1926 bot die Regierung Alexei Iwanowitsch Rykow dem Trades Union Congress ihre Unterstützung beim Generalstreik an, was Walter Citrine, 1. Baron Citrine ablehnte. Die Regierung von Stanley Baldwin ließ daraufhin die sowjetische Handelsvertretung in London durchsuchen, brach am 27. Mai 1927 die diplomatischen Beziehungen zur Sowjetunion ab und kündigte den Handelsvertrag. | 1927                       |
| 1929                                                                      | Grigori Sokolnikow                       | | 1932                       |
| 1932                                                                      | Iwan Michailowitsch Maiski               | Vertreter der Sowjetunion | 1943                       |
| 1943                                                                      | Fjodor Tarassowitsch Gussew              | Vertreter der Sowjetunion | 1946                       |
| 1946                                                                      | Georgi Nikolajewitsch Sarubin            | | 1952                       |
| 1952                                                                      | Andrei Andrejewitsch Gromyko             | Vertreter der Sowjetunion | 1953                       |
| 1953                                                                      | Jakow Alexandrowitsch Malik              | Vertreter der Sowjetunion Marineattaché Jewgeni Iwanow | 1960                       |
| 1960                                                                      | Alexander Alexejewitsch Soldatow         | Vertreter der Sowjetunion | 1966                       |
| 1966                                                                      | Michail Smirnowski                       | Vertreter der Sowjetunion | 1972                       |
| 1986                                                                      | Leonid Samjatin                          | Vertreter der Sowjetunion | 1991                       |
| 1991                                                                      | Boris Dmitrijewitsch Pankin              | Vertreter der Sowjetunion im Dezember 1991 | 1994                       |
| 1994                                                                      | Anatoli Adamischin                       | | 1997                       |
| 2000 März                                                                 | Grigori Karasin                          | | 2005 Juni                  |
| 2005 Juni                                                                 | Juri Fedotow                             | In der Folge der Vergiftung von Alexander Walterowitsch Litwinenko weigerte sich die Regierung von Wladimir Wladimirowitsch Putin, Andrei Konstantinowitsch Lugowoi von der Botschaft in London abzuziehen, worauf er zur Persona non grata erklärt wurde. Sein Laissez passer lief am 16. Juli 2007 ab. | 2010                       |
| 2. März 2010                                                              | Alexander Wladimirowitsch Jakowenko      | Am 29. Januar 2010 ernannt. | 24. August 2019            |
| 24. August 2019                                                           | Iwan Alexejewitsch Wolodin               | Geschäftsträger |                            |
| 22. November 2019                                                         | Andrei Wladimirowitsch Kelin             | Botschafter |                            |